# Draconarius tensus
Draconarius tensus là một loài nhện trong họ Amaurobiidae.
Loài này thuộc chi Draconarius. Draconarius tensus được Yajun Xu & S. Q. Li miêu tả năm 2008.